# موکاند
موکاند (انگلیسی: Mukand) شرکت فولاد هندی است، که در سال ۱۹۳۷ تأسیس شد.